# Mihail Mihajlovics Musztigin
Mihail Mihajlovics Musztigin, oroszul: Михаил Михайлович Мустыгин (Kolomna, 1937. október 27. – 2023. január 27.) szovjet-orosz labdarúgó, csatár, szovjet bajnoki gólkirály (1962, 1967).

## Pályafutása
1955–56-ban az Avangard Kolomna, 1956-ban a Sztupino, 1957–58-ban ismét az Avangard labdarúgója volt. 1959–60-ban a CSZK Moszkva, 1961 és 1968 között a Gyinamo Minszk csapatában szerepelt. A minszki együttessel az 1963-as idényben bronzérmes lett az szovjet élvonalban. Az 1962-es idényben 17 góllal, az 1967-es idényben 19 góllal szovjet bajnoki gólkirály lett.

## Sikerei, díjai
Gyinamo Minszk
- Szovjet bajnokság
  - 3.: 1963
  - gólkirály (2): 1962 (17 gól), 1967 (19 gól)